# Cilindro de Tipler
Un cilindro de Tipler o máquina del tiempo de Tipler es un objeto hipotético, teorizado para ser un modo potencial de viaje en el tiempo a pesar de que los resultados han demostrado que un cilindro de Tipler sólo permitiría el viaje en el tiempo si su longitud es infinita o con la existencia de energía negativa.

## Descubrimiento
El cilindro de Tipler fue descubierto como solución a las ecuaciones de la relatividad general por Willem Jacob van Stockum en 1936 y Kornel Lanczos en 1924, pero no fue reconocido como un generador de curvas temporales cerradas hasta un análisis por Frank Tipler en 1974. Tipler argumentó en su obra Cilindros rotatorios y la posibilidad de vulneración de causalidad global que si el espacio-tiempo contuviera un cilindro masivo e infinitamente largo que girara a lo largo de su eje longitudinal, el cilindro podría crear un efecto de arrastre de fotogramas. Este efecto de arrastre de fotogramas doblaría el espacio-tiempo de tal manera que los conos de luz de los objetos en las proximidades del cilindro se inclinarían, de esta manera parte del cono de luz apuntaría hacia atrás a lo largo del eje de tiempo en un esquema espacio-temporal. Por lo tanto, una nave que acelerase lo suficiente en la dirección apropiada podría viajar atrás en el tiempo a lo largo de una curva temporal cerrada.
Las curvas cerradas temporales están asociadas, en una variedad pseudoriemanniana que está interpretada físicamente como espacio-tiempo, con la posibilidad de anomalías causales como una persona que viaja en el tiempo y potencialmente le dispara a su propio abuelo, a pesar de que las paradojas podrían ser evitadas utilizando algún constreñimiento como el principio de autoconsistencia de Nóvikov. Aparecen en algunas de las soluciones más importantes y exactas en la relatividad general, incluyendo el vacío de Kerr (que modela un agujero negro rotatorio) y el polvo de Von Stockum (que modela una configuración cilíndricamente simétrica de fluido o polvo rotatorio sin presión).

## Utilidad
Una objeción a la utilidad de construir un cilindro de Tipler fue descubierta por Stephen Hawking, quien argumentó que según relatividad general es imposible de construir una máquina del tiempo en cualquier región finita que cumpla la condición de energía débil, es decir que la región no contiene materia exótica con energía negativa. El cilindro de Tipler, por otro lado, no implica cualquier energía negativa. La solución original de Tipler implicó un cilindro de longitud infinita, el cual es más fácil de analizar matemáticamente, y a pesar de que Tipler sugirió que un cilindro finito podría producir curvas temporales cerradas si el índice de rotación era lo suficientemente rápido, no probó esto. Pero Hawking le comenta que solo es posible con energía negativa. El argumento de Hawking aparece en su hipótesis conjetura de protección de la cronología de 1992 (aunque el argumento es distinto de la propia conjetura, debido a que el argumento afirma que la relatividad general clásica pronosticaría una región finita que contiene curvas cerradas temporales que sólo pueden ser creadas si existe una vulneración de la condición de energía débil en esa región, mientras que la conjetura pronostica que las curvas temporales cerradas probarán ser imposibles en una teoría futura de la gravedad cuántica que reemplazaría la relatividad general). En el papel, examina "en el caso de que las vulneraciones de causalidad aparecen en una región finita del espacio-tiempo sin singularidades de curvatura" y prueba que "se formara un horizonte de Cauchy que sería generado de manera compacta y que en general contiene uno o más geodésicos cerrados nulos que estarán incompletos. Uno puede definir cantidades geométricas que midan el impulso de Lorentz y el incremento del área mientras estos se estén desarrollando alrededor de estos geodésicos cerrados nulos. Si la vulneración de causalidad se desarrolla desde una superficie no compactada en su inicio, la condición de energía débil media debe de ser violada en el horizonte de Cauchy."

## En la ficción
- Steins;Gate es una novela visual la cual menciona cilindros de Tipler al hablar del viaje en el tiempo y John Titor.
- La serie Starrigger de John DeChancie usa cilindros Tipler alineados en forma vertical (llamados objetos Kerr–Tipler) para crear agujeros en el espacio-tiempo a lo largo de una carretera intergaláctica.
- El cuento de Larry Niven,"Cilindros rotatorios y la Posibilidad de Vulneración de Causalidad Global", toma prestado su título de la obra de Tipler.[8]
- Poul Anderson lo incluye en su novela El Avatar.[9]
- Vernor Vinge lo menciona en su novela Marooned in Realtime (aunque el objeto está descrito como un agujero negro desnudo).[10]
- En el cómic Starslip de Kris Straub se incluye un cilindro de Tipler, creado como una obra de arte (cómic 569), la cual también causa viajes en el tiempo.[11]
- Ian Douglas tiene un cilindro de Tipler creado por alienígenas de origen desconocido en Singularidad, el tercer libro de la serie Star Carrier.
- Star Trek Online usa un dispositivo del mismo nombre el cual habilita al jugador a invertir el cronómetro varios segundos (alrededor de 7 a 13 segundos) dentro de un campo localizado.[12]
- En su serie de novelas Warstrider, William H. Keith utiliza un  cilindro de Tipler con una longitud/proporción de ancho de 512 permite el viaje a y del núcleo de la galaxia de la Vía Láctea.
- En la serie de Terry Pratchett Discworld, el "procrastinador" utilizado por los Monjes Historiadores están considerados como un tipo de cilindro de Tipler.
- Los verdes, una especie de alienígenas parásito, intentaron construir un cilindro de Tipler en la serie de juego móvil Lifeline.
- Un el cilindro de Tipler es utilizado en la historia de Chuck Grossart  "El Descenso de Fénix".
- Episodio 9 de la serie web Ask Weathersby se menciona el cilindro de Tipler, discutiendo sobre viajes en el tiempo.[13]
- En "El Milagro de Navidad", Episodio 2.11 de la serie de televisión estadounidense Timeless, un cilindro de Tipler es mencionado cuando está siendo añadido a una máquina del tiempo mejorada.